# Друян, Энн
Энн Друян (англ. Ann Druyan) — американская сценаристка и продюсер, специализирующаяся на популяризации науки. В 1980 году вместе с Карлом Саганом стала соавтором документального сериала «Космос: персональное путешествие». Она также является сопродюсером и соавтором продолжений сериала «Космос: Пространство и время» и «Космос: возможные миры».

## Биография
Друян родилась в Куинсе (Нью-Йорк), в еврейской семье. В интервью Washington Post указывала, что интерес к науке у неё породило увлечение Карлом Марксом.
Друян, вместе с Карлом Саганом и Стивеном Сотером, стала одним из трёх авторов документального сериала Космос: персональное путешествие, а позднее участвовала в создании фильма Контакт. Саган и Друян в соавторстве написали книги «Комета», «Тени забытых предков», а также частично «Мир, полный демонов».
Она отвечала за подборку музыкальных произведений для золотых пластинок, отправленных человечеством в космос на аппаратах Вояджер-1 и Вояджер-2.
В 1981 году вышла замуж за Карла Сагана (третья жена), от этого брака у неё двое детей.
Входила в состав директоров и с 2006 по 2010 год была президентом Национальной организации за реформу законов о марихуане.